# Sites archéologiques de Colmenar Viejo
 (avril 2016).
Les sites archéologiques de Colmenar Viejo sont notables en raison des découvertes de la période hispano-wisigothique, remontant aux VIe, VIIe et VIIIe siècles, qui y ont été effectuées. 
Les différents lieux d'occupation de cette époque se nomment Fuente del Moro, Remedios, Navalvillar et, selon toute probabilité, Navalahija.
À Fuente del Moro et Remedios ont été exhumées deux nécropoles wisigothiques complètes aux caractéristiques similaires, que ce soit au niveau des tombes qu'à celui du mobilier funéraire.
Navalvillar a fourni un ensemble d'habitations et de constructions, mais aussi un dirham omeyyade datant de 710, ce qui a permis à quelques experts d'affirmer qu'il s'agirait de l'habitation musulmane la plus ancienne de la péninsule Ibérique.
Le site de Navalahija a été fouillé en 2010 et le matériel archéologique est actuellement étudié. Il s'agit d'un ensemble très complet qui peut de manière presque certaine être attribué au VIIe siècle, y compris la forge mise au jour en 2008.
Ils ont été étudiés de manière approfondie par l'archéologue local Fernando Colmenarejo, qui est à l'origine d'une grande partie de la bibliographie qui leur est consacrée.

## Préhistoire
Grâce aux travaux paléontologiques réalisés dans la zone, les caractéristiques du climat, de la flore et de la faune sont connues sur plusieurs millions d'années. Un des sites les plus anciens de la Communauté de Madrid se trouve également sur la commune de Colmenar Viejo, à La Encinilla. Des fossiles d'artiodactyles du Miocène inférieur y ont été retrouvés,.
De l'époque paléolithique nous sont parvenues quelques pièces taillées en silex et, de l'Âge du bronze, des céramiques incisées sur les bords.[réf. nécessaire]

## Hispanie romaine
Bien que n'existent aucune référence écrite ou établissement romains documentés en tant que tels, une borne de pierre de l'époque romaine a été retrouvée dans l'Ermitage Nuestra señora de los Remedios de Colmenar Viejo. Datée du Ier siècle de notre ère, elle délimitait probablement des conventus juridici.[réf. nécessaire]

## Haut Moyen Âge
Les restes médiévaux sont de loin les plus nombreux, et plus particulièrement ceux de la période hispano-wisigothique (VIe – VIIe siècles). Les vestiges de plusieurs communautés rurales dispersées ont été découverts, tout comme dans les communes alentour. Les zones funéraires sont remarquables, en particulier celles de Remedios et de Fuente del Moro, où les rituels semblent avoir été identiques. Une partie de ces sites se trouve sur des terrains qui n'ont pas connus d'exploitation agricole durant des siècles car ayant appartenu à l'Ermitage de Remedios ou à un pâturage municipal, la Prairie de Navalvillar. Cela a permis une meilleure préservation qu'à d'autres endroits plus fortement altérés par l'activité humaine.

### Fuente del Moro
Sur le site de Fuente del Moro, les sépultures creusées dans la roche cohabitent avec des cistes élaborées avec des lauzes de pierre où étaient déposés les cercueils. Dans les tombes creusées, les inhumations se réalisaient avec un simple suaire. Le mobilier funéraire est principalement constitué de petites jarres en céramique et, exceptionnellement, d'un récipient en verre. Une boucle de ceinture en bronze avec des motifs végétaux a permis de dater le site entre la deuxième moitié du VIIe et la première du VIIIe siècle ap. J.-C.
À quelques centaines de mètres de la nécropole se trouve un tronçon de chemin de pierre ou de chaussée, très postérieur selon certains spécialistes et d'époque romaine pour d'autres.[réf. nécessaire]
La nécropole se structure dans un batholite central avec dix tombes creusées dans le granite sur des hauteurs différentes et de formes diverses : trapézoïdale, anthropomorphe, type baignoire ou rectangulaire. Au moins trois tombes isolées les entourent, elles aussi taillées dans le granite.
Comme souvent à cette époque, l'orientation des tombes est Nord-est - Sud-ouest, regardant vers le soleil levant.[réf. nécessaire]
Sous la supervision de l'archéologue Fernando Colmenarejo, le site a été fouillé en 2004 par la Communauté de Madrid en raison de la construction d'un collecteur d'eaux résiduelles passant par la ruelle qui croise le gisement.

### Nécropole de Remedios

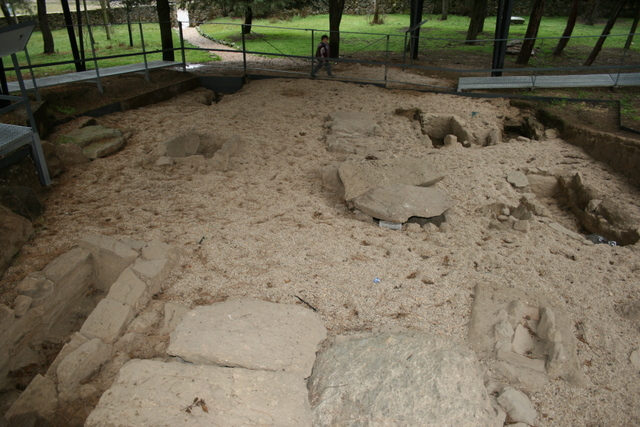
Site archéologique de Remedios. Nécropole wisigothique

La nécropole de Remedios se situe juste à côté de l'ermitage qui lui a donné son nom, celui de Nuestra señora de los Remedios. Elle comprend plusieurs sépultures et possède une singularité puisque certaines d'entre elles ont été réutilisées pour ensevelir deux, parfois trois dépouilles. Le mobilier funéraire mis au jour est très similaire à celui de la Fuente del Moro, avec notamment une petite jarre avec deux bandes de six lignes incisées.

### Navalvillar

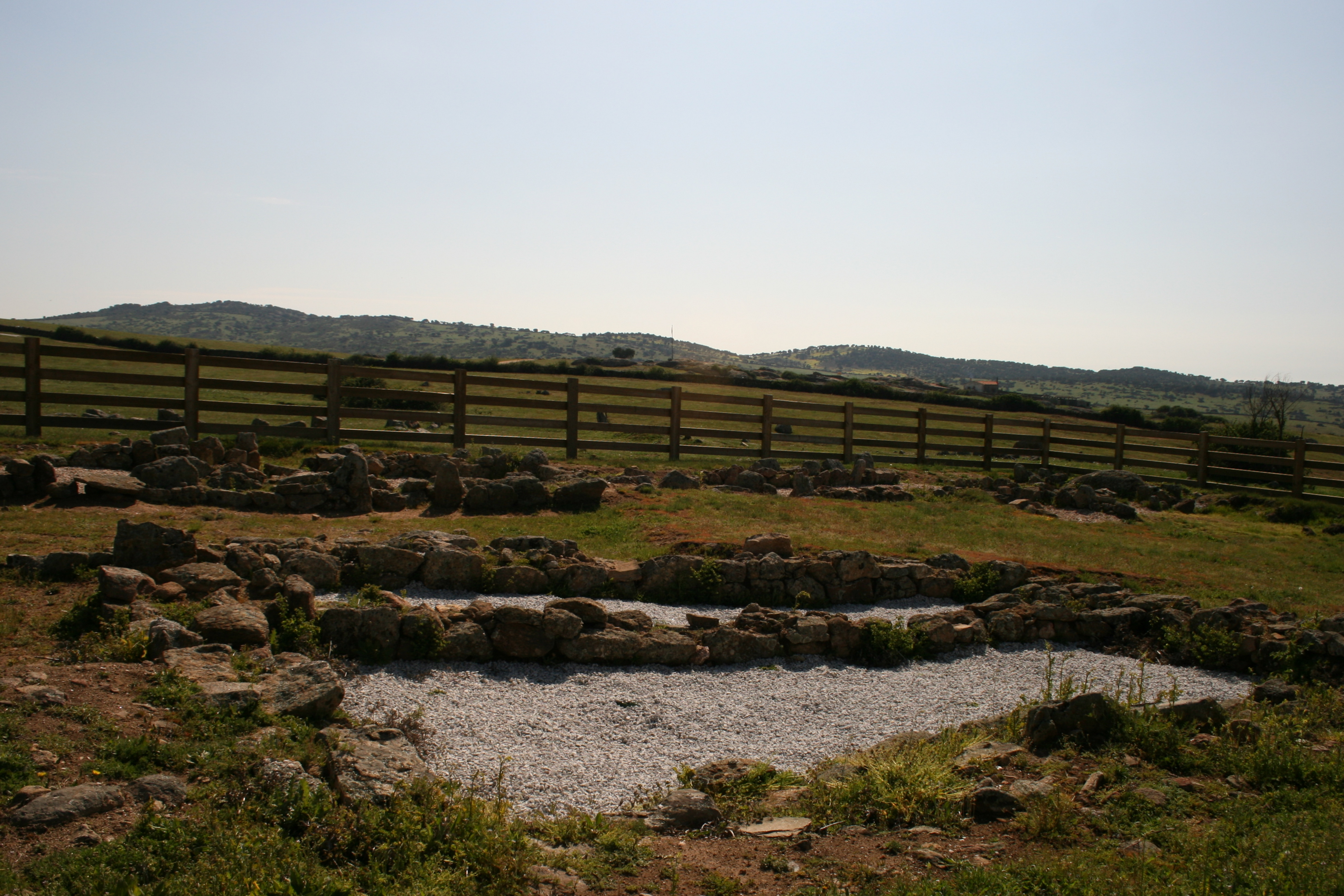
Site de Navalvillar. Fondations de la probable habitation à l'intérieur du complexe

Dans la Prairie de Navalvillar se trouve le site du même nom où l'on peut observer une zone d'habitations avec une rue qui délimitait deux espaces différenciés, l'un consacré à l'habitat, l'autre aux services.
Selon certains experts, l'ensemble de Navalvillar est le vestige de maison islamique le plus ancien de la péninsule ibérique retrouvé jusqu'à présent.[réf. nécessaire] Il correspond à une construction civile, de type agropastoral, remontant aux environs de l'an 710 d'après une monnaie de dirham omeyyade exposée au Musée archéologique national de Madrid. Cependant, comme cela a été mentionné, d'autres études mettent en doute ces conclusions et situent l'ensemble dans le cadre de la société wisigothique.

### Navalahija

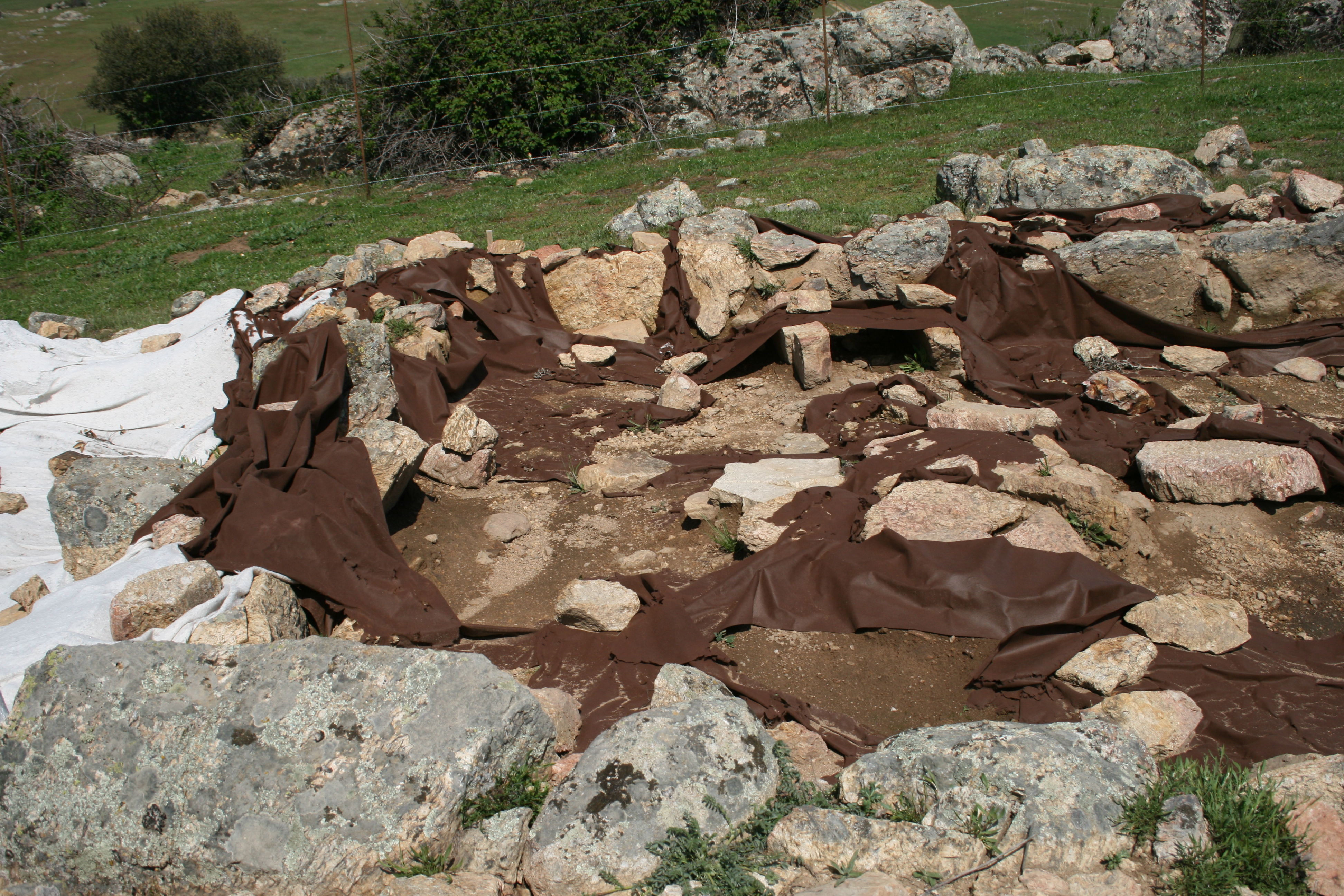
Site de Navalahija. Fondations du bâtiment où s'établissait une forge

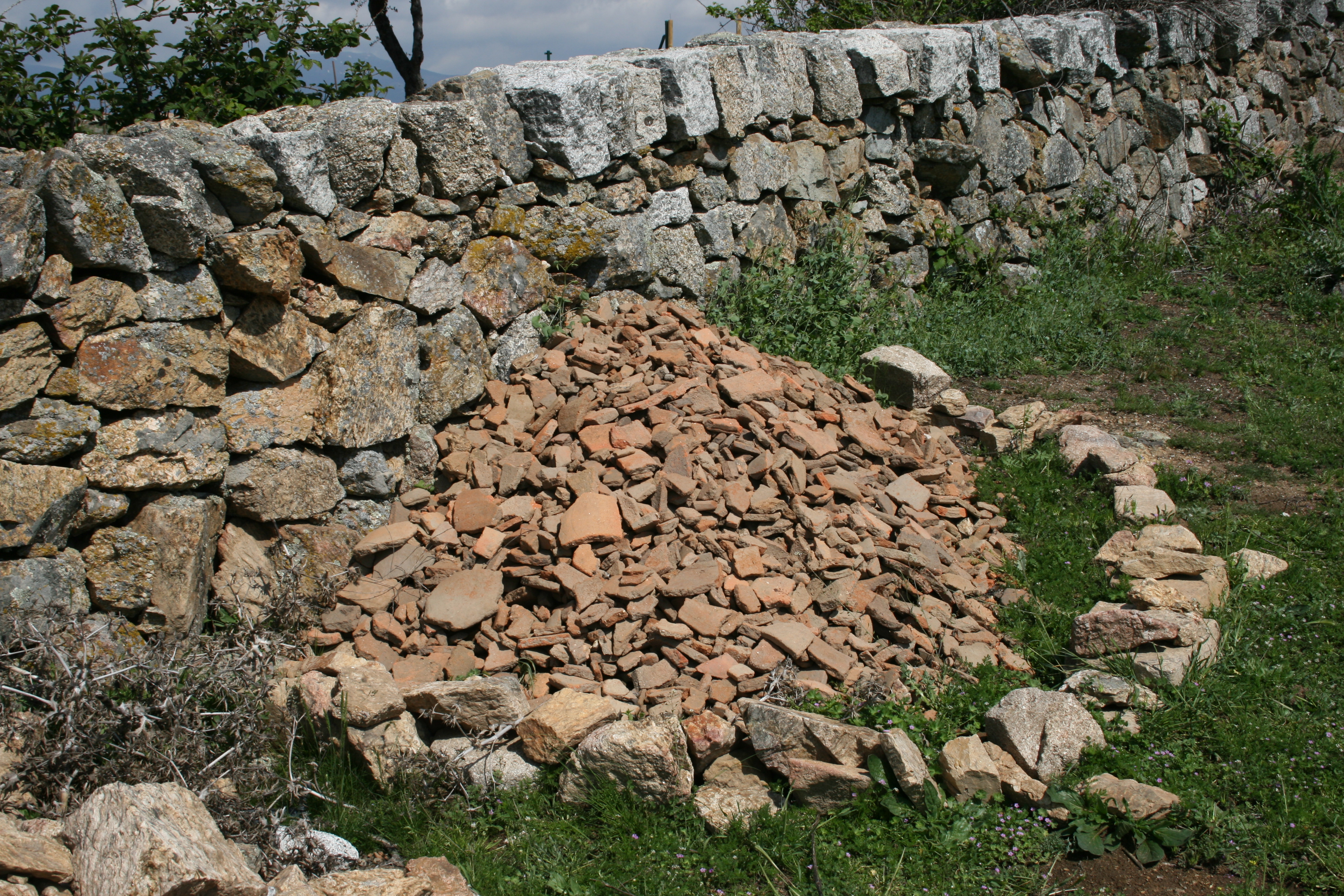
Site de Navalahija. Débris de tuiles d'argile cuite

Le site de Navalahija se trouve également dans la Prairie de Navalvillar, aux environs du lieu connu comme Valdepuerco . Il s'agit d'un établissement wisigothique daté du VIIe siècle, où une campagne a permis en 2008 de découvrir une forge. Les restes de tuiles d'argile cuite sont très nombreux et sont déjà de type courbé.
Le site était encore fouillé en 2010 par une équipe d'experts multidisciplinaire.

## Époque indéterminée

### La Mina II

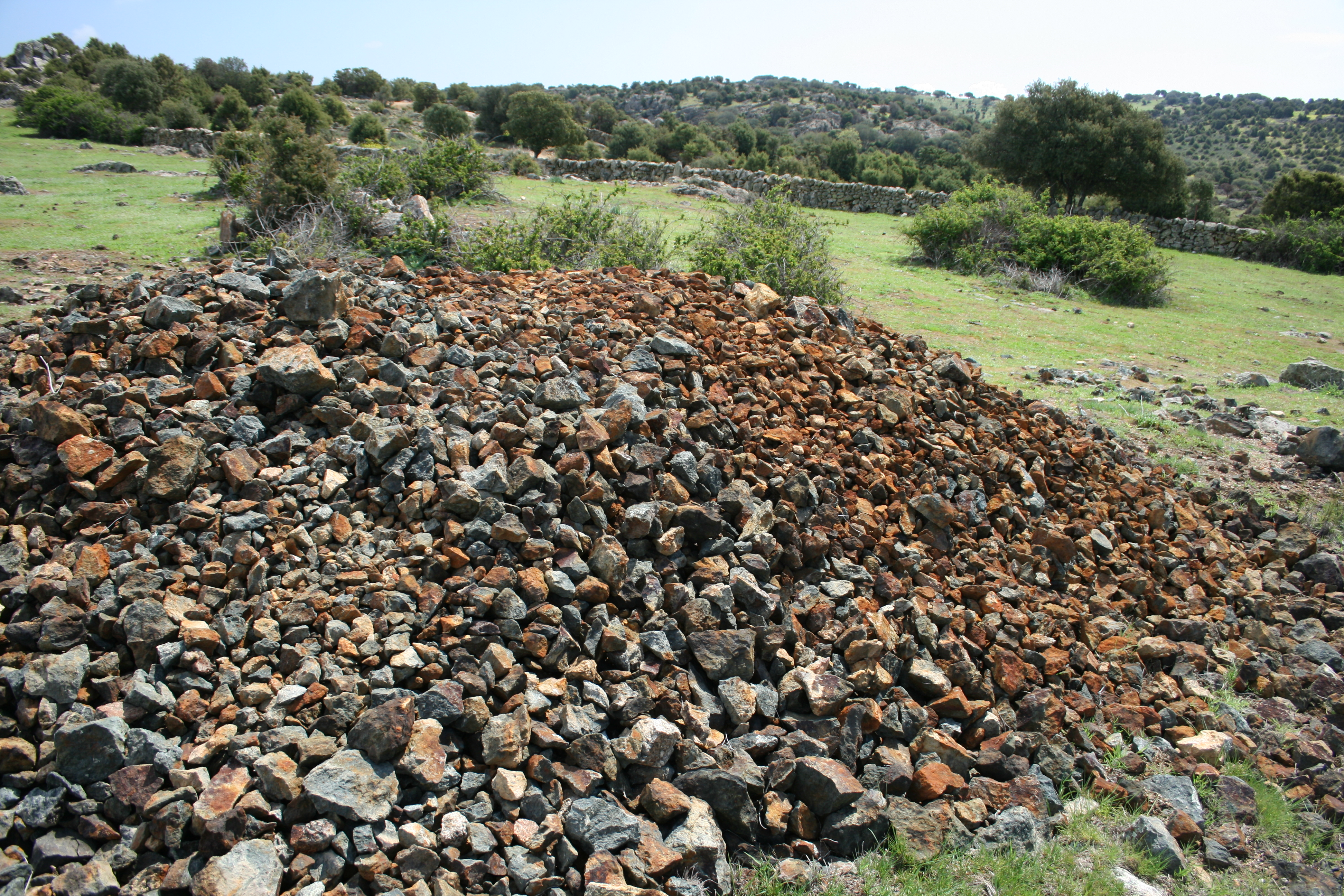
Décharge de la Mina II

Dans la Prairie de Navalvillar se trouvent des vestiges d'une mine de métaux qui étaient en 2010 en cours d'étude. Les deux points visibles bien que complètement inondés sont le puits principal et l'entrée d'une galerie, entourés par des débris de l'activité minière.
Il est probable que cette exploitation était motivée par la recherche de cuivre, d'argent ou de fer.[réf. nécessaire]